# Про медіа груп
ТОВ «Про медіа груп» — медіа-голдинг, що керує медіа активами, який належить українському олігарху Олександру Гереги. Активами медіакорпорації є регіональний телеканал Перший Подільський та радіостанція Перший Подільський.

## Керівництво

### До 1 січня 2020
- Гендиректор —  Олександр Герега.
- Комерційний директор  — Руслан Котелба.